# Martin Weppler
Martin Weppler (né le 21 février 1958) est un ancien athlète représentant l'Allemagne de l'Ouest spécialiste du 400 mètres.

## Palmarès

### Championnats d'Europe d'athlétisme
- Championnats d'Europe d'athlétisme 1978 à Prague,  Tchécoslovaquie
  -  Médaille d'or du relais 4 × 400 m

### Championnats d'Europe d'athlétisme en salle
- Championnats d'Europe d'athlétisme en salle 1981 à Grenoble,  France
  -  Médaille d'argent sur 400 m